# Kozłowice
Kozłowice (deutsch Koselwitz, 1936–1945 Josefshöhe) ist eine Ortschaft in Oberschlesien. Der Ort liegt in der Gmina Gorzów Śląski (Landsberg O.S.) im Powiat Oleski (Kreis Rosenberg) der Woiwodschaft Oppeln in Polen.

## Geographie

### Geographische Lage
Das Straßendorf Kozłowice liegt sechs Kilometer südwestlich vom Gemeindesitz Gorzów Śląski (Landsberg O.S.), 17 Kilometer nördlich der Kreisstadt Olesno (Rosenberg) und rund 60 Kilometer nordöstlich der Woiwodschaftshauptstadt Opole (Oppeln). Der Ort liegt in der Wyżyna Woźnicko-Wieluńska (Woischnik-Wieluń Hochland) innerhalb der Obniżenie Liswarty (Lisswarther Senke). Durch das Dorf fließt die Piaska, ein linker Zufluss der Prosna. Der Ort liegt an der stillgelegten Bahnlinie der Rosenberger Kreisbahn. 

### Nachbarorte
Nachbarorte von Kozłowice sind im Norden Pawłowice (Paulsdorf), im Südosten Skrońsko (Skronskau) und im Südwesten Jamy (Jamm).

## Geschichte

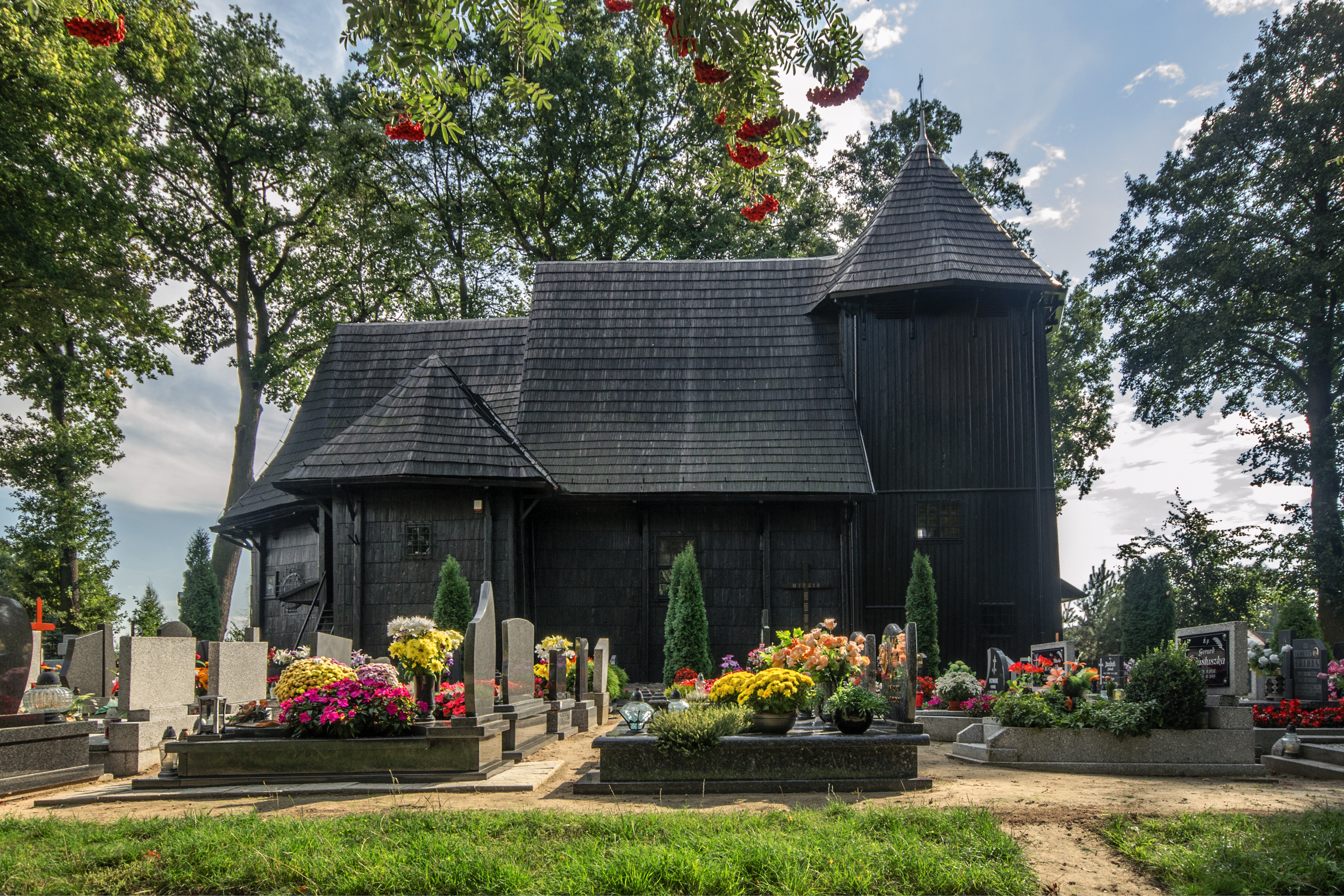
Schrotholzkirche St. Johannes

Nach dem Ersten Schlesischen Krieg 1742 fiel Koselwitz mit dem größten Teil Schlesiens an Preußen.
Nach der Neuorganisation der Provinz Schlesien gehörte die Landgemeinde Koselwitz ab 1816 zum Landkreis Rosenberg O.S. im Regierungsbezirk Oppeln. 1845 bestanden im Dorf ein Vorwerk mit Schäferei, ein Jägerhaus, eine katholische Kirche, eine katholische Schule, eine Wassermühle, ein Sägewerk, eine Brauerei, eine Brennerei, ein Kalkofen und 48 Häuser. Im gleichen Jahr lebten in Koselwitz 424 Menschen, davon 45 evangelisch und 16 jüdisch. 1861 zählte der Ort neun Bauern, 15 Gärtner und drei Häusler. 1874 wird der Amtsbezirk Jamm gegründet, zu dem Koselwitz eingegliedert wird.
Bei der Volksabstimmung in Oberschlesien am 20. März 1921 stimmten 149 Wahlberechtigte für einen Verbleib bei Deutschland und 14 für Polen. Busow verblieb beim Deutschen Reich. 1925 lebten 481 Menschen im Ort, 1933 wiederum 447 Menschen. Am 29. Juli 1936 wurde der Ort in Josefshöhe umbenannt. Am 1. April 1939 wurden der Ort nach Paulsdorf eingemeindet. Bis 1945 befand sich der Ort im Landkreis Neustadt O.S.
1945 kam der bisher deutsche Ort unter polnische Verwaltung, wurde der Woiwodschaft Schlesien angeschlossen und Kozłowice umbenannt. 1950 kam der Ort zur Woiwodschaft Oppeln und 1975 zur Woiwodschaft Tschenstochau. 1999 kam der Ort zum wiedergegründeten Powiat Oleski und wieder zur Woiwodschaft Oppeln.

## Sehenswürdigkeiten
- Die römisch-katholische Schrotholzkirche St. Johannes (poln. Kościół Narodzenia św. Jana Chrzciciela) wurde in der zweiten Hälfte des 17. Jahrhunderts erbaut. Die Kirche steht seit 1954 unter Denkmalschutz.[7]
- Das Schloss Koselwitz (poln. Pałac w Kozłowicach) wurde 1901 im Stil des Eklektizismus erbaut. Das zweigeschossige Gebäude auf rechteckigen Grundriss besitzt ein hohes Walmdach mit einem dreistöckigen Turm an der Südostecke.[8]